# Erica aristata
Erica aristata är en ljungväxtart som beskrevs av Gábor Gabriel Andreánszky. Erica aristata ingår i släktet klockljungssläktet, och familjen ljungväxter.

## Underarter
Arten delas in i följande underarter:
- E. a. minor
- E. a. turrisbabylonica